# Ставоцька волость
Ставоцька волость — історична адміністративно-територіальна одиниця Пінського повіту Мінської губернії Російської імперії. Волосний центр — село Ставок.

## У складі Польщі
Ґміна Ставек — колишня (1920—1928 рр.) сільська ґміна Пінського повіту Поліського воєводства Польської республіки. Центром ґміни було село Ставок.
Ґміну Ставек було ліквідовано розпорядженням Міністра внутрішніх справ Польщі 23 березня 1928 р., а поселення включені:
- до сільської ґміни Пінковіче — села: Бояри, Ченчиці, Галево-Кривчиці, Новосели, Осніжиці, Підболоття, Рудавин, Ставок, фільварки: Добра Воля, Добра Вілька, Іванисівка, Новосели, Пасічне, Підгаття, лісничівки: Михайлівка, Заясельда і Жук, хутір: Борок;
- до сільської ґміни Жабчице — села: Бердуни, Босьчиці, Іваники, Кошевичі, Красієве, Лесятичі, Масевичі, Посіничі, Сенин, Тулятин, фільварки: Бердуни, Кошевичі, Красієве, Лесятичі, Нетреби, Тулятин, Запілля, хутори: Буня, Перевіз, Підкрасієве, лісничівки: Шифра і Запольський Бір.